# Nürnberger Hof

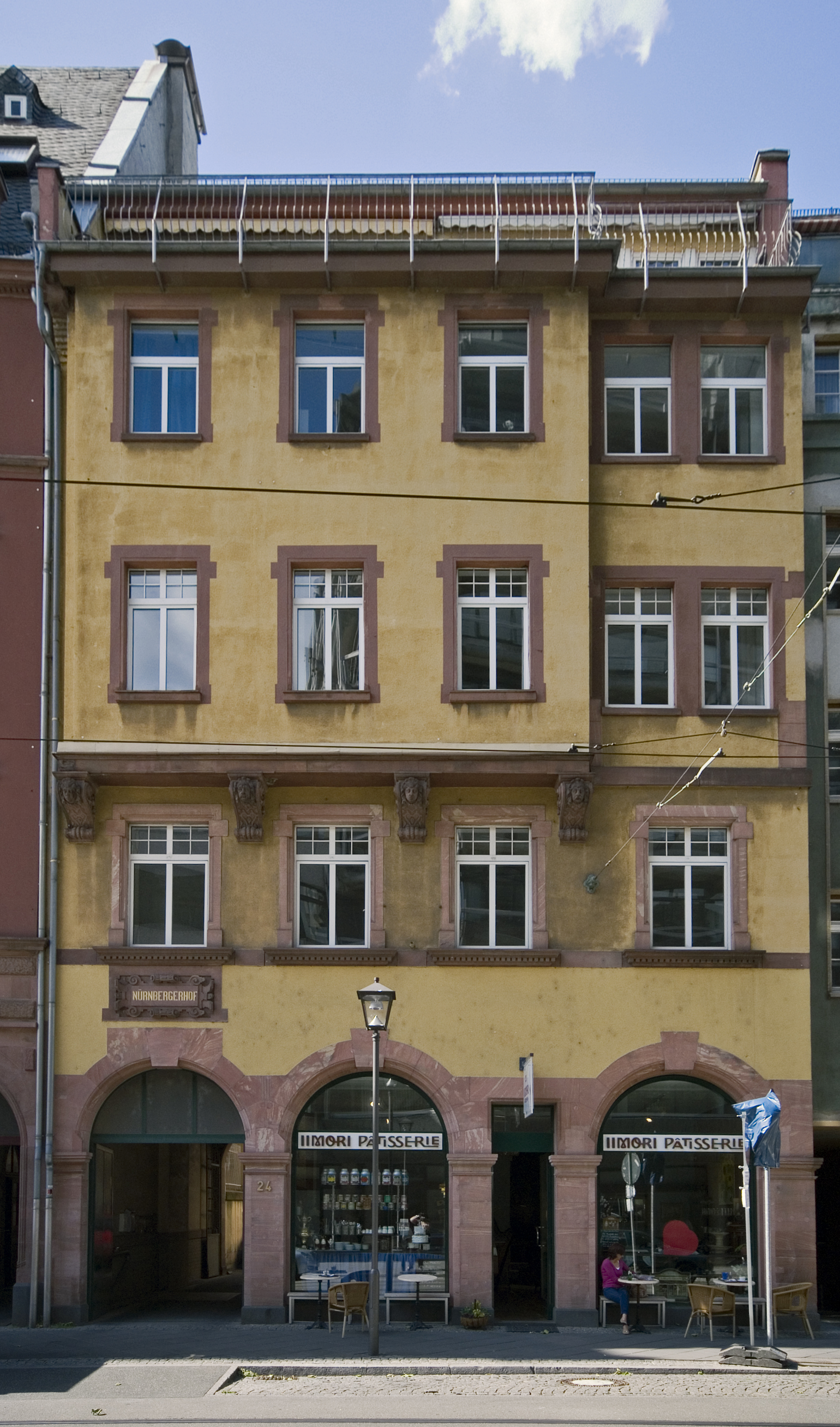
Nürnberger Hof, Südfassade in der Braubachstraße

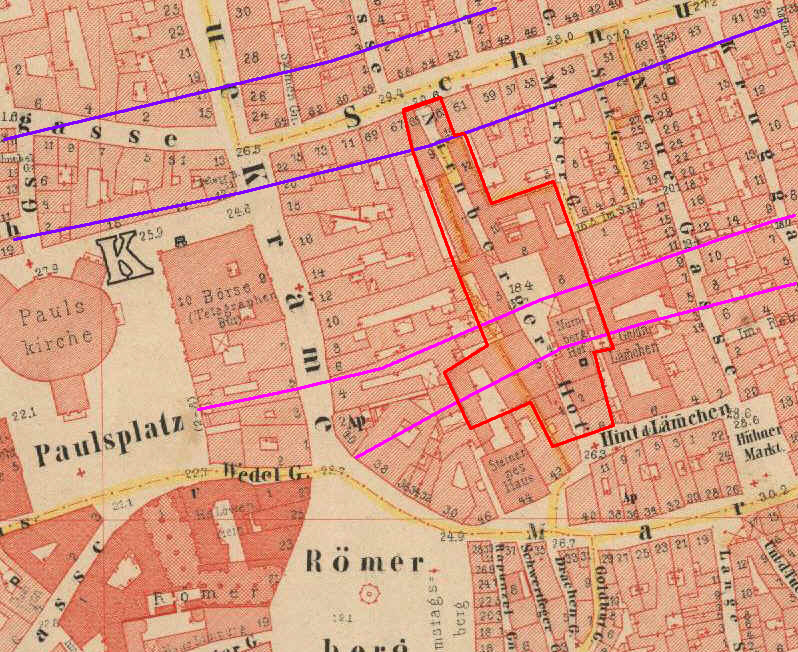
Lage des Nürnberger Hofs in der Frankfurter Altstadt (rot), spätere Straßendurchbrüche.

Der Nürnberger Hof war Messequartier, Stapellager und Handelsvertretung der Nürnberger Kaufleute in der Freien Reichs- und Messestadt Frankfurt am Main.

## Bedeutung
Zahlreiche Städte hatten im alten Reich solche Handelshöfe (zu erwähnen sind mindestens noch Trier, Leipzig und Augsburg). Der Nürnberger Hof war in Frankfurt der größte seiner Art und von ihm blieben als einzigem noch Fragmente erhalten. Der größte Teil der Anlage wurde jedoch in drei Phasen zerstört: beim Bau des Straßendurchbruchs der Braubachstraße 1904–06, bei der Vernichtung der Altstadt 1944 sowie beim „Wiederaufbau“ der Altstadt 1952–55.
Nicht nur Nürnberger Kaufleute nahmen hier Quartier, auch die Kaiser Friedrich III. und Maximilian I. sowie Albrecht Dürer wohnten hier bei ihren Aufenthalten in Frankfurt. Seit dem Ende des 17. Jahrhunderts besaßen hier auch die aus Oberitalien eingewanderten Familien Brentano und Guaita ihre Handelsniederlassungen.
Ebenso war der Nürnberger Hof namensgebender Treffpunkt einer Fraktion der Frankfurter Nationalversammlung.

## Anlage

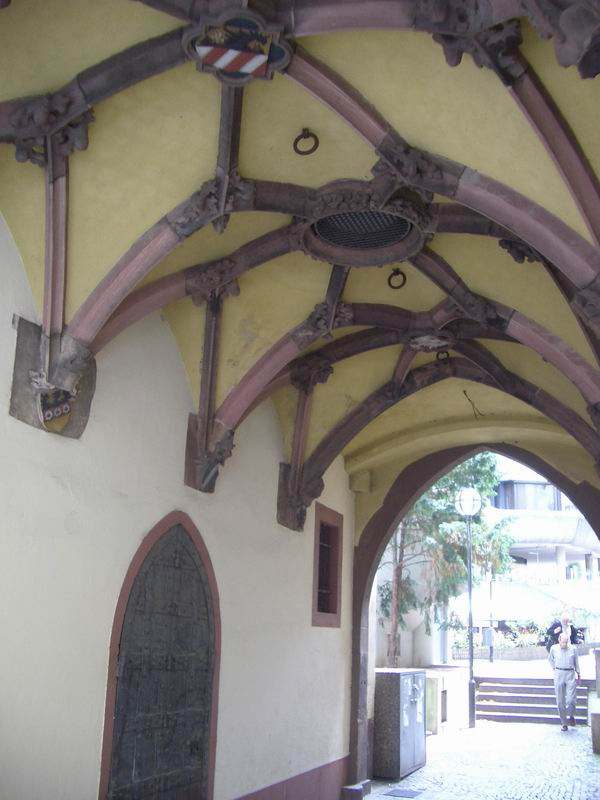
Südliche Durchfahrt, spätgotisches Gewölbe mit Nürnberger Wappen (Gerthener).

Der Hof war eine Gasse, die sich in der Mitte zu einem durch zwei Torgebäude abgetrennten Platz erweiterte. Um Gasse und Hof gruppierten sich zahlreiche zur Anlage gehörende Gebäude. An beiden Enden war die Gasse durch zwei einfache Torbögen vom übrigen Straßennetz abgetrennt.
Die Anlage befand sich nördlich des Römerbergs und östlich von Paulsplatz und Neuer Kräme. Sie verlief in Nord-Süd-Richtung von der ehemaligen Schnurgasse (in etwa die heutige, aber viel breitere Berliner Straße) zur Gasse Hinter dem Lämmchen, wenige Schritte vom Steinernen Haus am Alten Markt.

## Baugeschichte

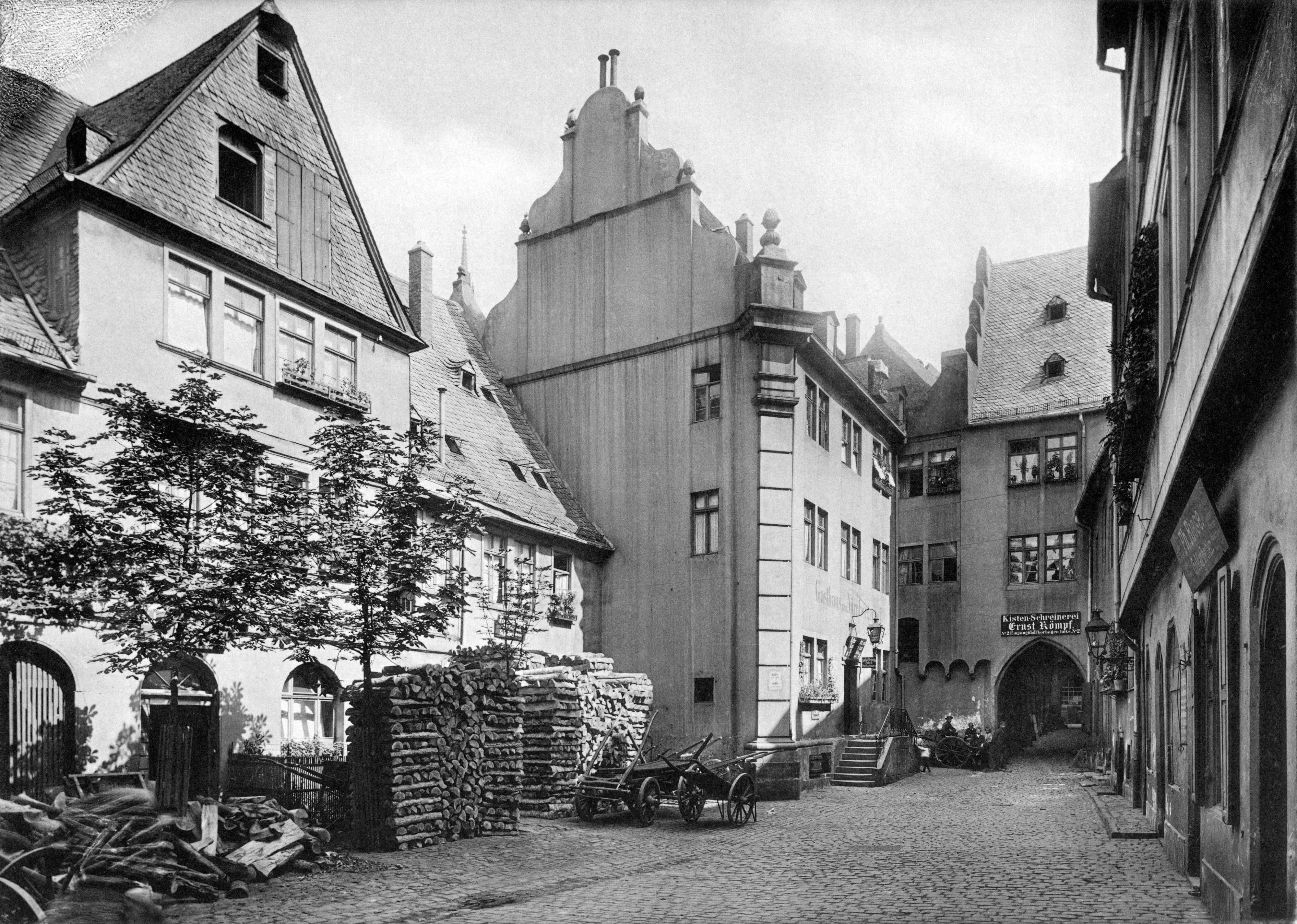
Nürnberger Hof um 1897 (innerer Hof)

Der Nürnberger Hof entstand aus zwei eigenständigen Hofanlagen, dem Glauburghof und dem Schmidthof. Der Glauburghof war nach seinem Eigentümer, der Frankfurter Patrizierfamilie Glauburg, benannt, und war im 13. Jahrhundert der Stammsitz der Familie.
Die südliche Durchfahrt zum inneren Hof entstand um 1410 nach Entwürfen des Frankfurter Dombaumeisters Madern Gerthener. Die Durchfahrt zeigt ein reiches, spätgotisches Sterngewölbe auf Wappenkonsolen. Die Schlusssteine zeigen die Stadtwappen von Frankfurt und Nürnberg. An der südlichen Seite der Durchfahrt befand sich ein Eisentor.
1485 wurden Glauburghof und der nördlich (zur Schnurgasse hin) gelegene Schmidthof zu einer Anlage vereinigt.
Die Neuanlage des Straßendurchbruchs der Braubachstraße 1905 führte mitten durch die Anlage und zerstörte den zentralen Hof des Ensembles. Bei der Vernichtung der Altstadt im März 1944 wurden weitere Bauteile zerstört.
Der Nordeingang des Ensembles (zur Schnurgasse) überlebte die Bombennächte fast unbeschädigt, wurde dann aber 1953 beim Bau der „autogerechten“ Verkehrsschneise Berliner Straße abgerissen.

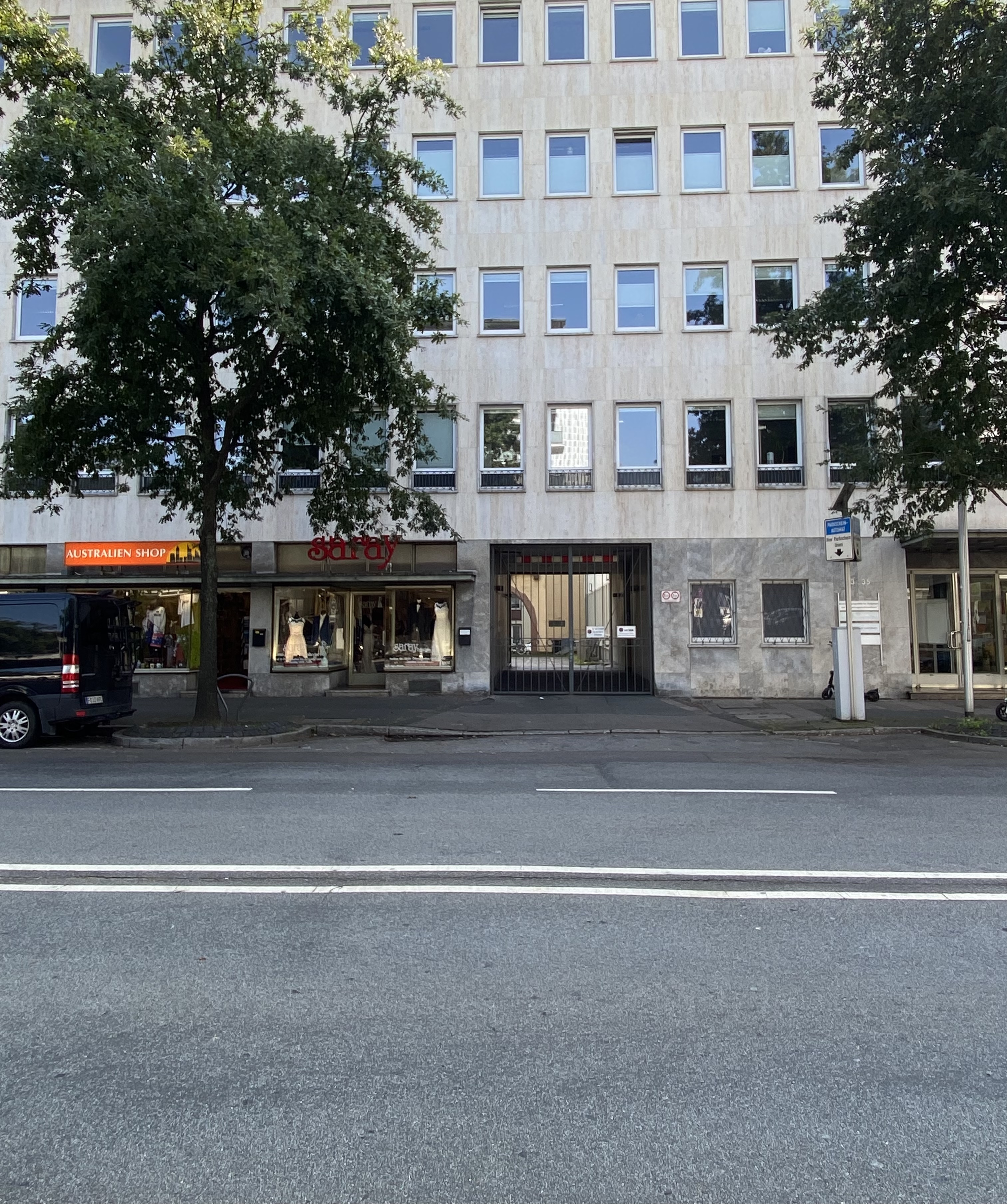
Der frühere Nordeingang befand sich ungefähr in der Mitte der heutigen Berliner Straße auf Höhe des Hauses Nr. 33–35

## Erhaltene Bauteile

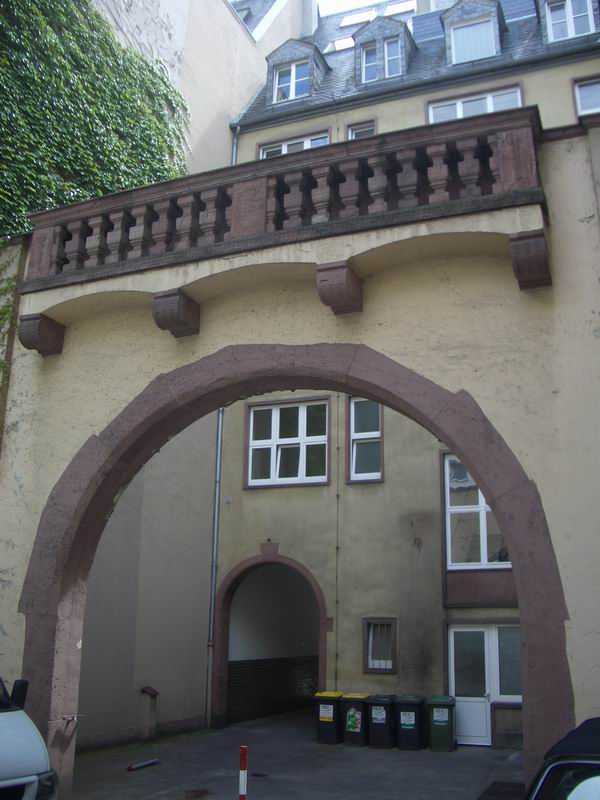
Barocker Torbogen der nördlichen Zufahrt.

Von den umfangreichen Anlagen des Nürnberger Hofs sind heute nur noch die beiden Tordurchfahrten zum inneren Hof erhalten. Die beschriebene südliche Durchfahrt Gertheners befindet sich am Haus Braubachstraße 31, auch vom Römerberg her zu erreichen (rechts neben dem Steinernen Haus). Auf der anderen Seite der Braubachstraße (Im Hof des Hauses Nr. 28) hat sich die nördliche Zufahrt zum Innenhof erhalten, ein barockes Tor aus der Zeit um 1720.